# Distretto di Mueang Sukhothai
Il distretto di Mueang Sukhothai (in thailandese: เมืองสุโขทัย) è un distretto (amphoe) della Thailandia, situato nella provincia di Sukhothai, della quale è il capoluogo.